# Pegnitz (reka)
Pegnitz je reka v Frankovski, dolga skoraj 113 km, jugozahodno teče v smeri Fürtha, kjer z leve priteče reka Rednitz. Na svoji poti se ji pridruži še več pritokov, v zgornjem toku bogat Fichtenohe, s katerim je dolga skupno 127 km.

## Ime
Ime reke Pegnitz izhaja iz imena Paginza iz leta 889 in je videti kot izpeljanka s končnico -nt za indogermansko bhog- = tekoča voda. Mesto Pegnitz, ki leži ob njej, nedaleč od izvira, je bilo prvič omenjeno leta 1119, tudi kot Begenze, 1196 kot Begnitz, preden je bilo leta 1329 omenjeno današnje ime. V Frankovski je pogosto tudi Bengertz.

## Geografija

### Izvir in potek
Izvir reke Pegnitz je v mestu Pegnitz na vzhodnem pobočju grajskega griča (543 m nadmorske višine). S tega hriba na nadmorski višini 425 m je kraški izvir vode, ki v nadaljevanju kot potok teče skozi mesto Pegnitz. Vendar pa večina lokalne vode ne prihaja iz tega vira, ampak iz izvira v Lindenhardter Forst kot potok Fichtenohe, ki teče proti reki Pegnitz in se v urbanem območju združi z izvirom Pegnitz.

### Pritok Fichtenohe
Fichtenohe je približno 14,7 km dolg levi pritok, ki se izliva v le okoli sto metrov dolgo reko Pegnitz. Nekateri menijo, da je Fichtenohe tudi Pegnitz in razlagajo, da je zgornji tok reke Pegnitz. Izvira v Lindenhardter Forstu severno od Lindenhardta v bližini avtoceste A9. Od tam teče stalno proti jugu in se v dveh vejah izliva v Pegnitz. Čeprav je reka Pegnitz dolga le nekaj metrov, desni krak je Fichtenohe, se tok od sotočja dalje imenuje Pegnitz. 49°45′26″N 11°32′18″E / 49.75722°N 11.53833°E

### Ribnik Craimoosweiher
Craimoosweiher je skoraj 15 hektarjev velik ribnik na razvodju Majne in Pegnitza. Voda z zavarovanega območja Craimoosweiher izhaja na  severu iz Rdeče Majne in na jugu skozi ribnik proti Pegnitzu. Tako ribnik nima le hidrografske vloge, ampak je tudi izvor kroga, ki se konča na koncu ob sotočju Regnitza in Majne – v Evropi precej redka bifurkacija.

### Mešanje potokov
Druga značilnost je tako imenovano mešanje potokov v majhnem parku Wiesweiher v kraju Pegnitz, kjer je podzemna delitev na levi krak Fichtenohe,  Muehlbach in ravno tekočo reko Pegnitz s podvodnim tokom od severa proti jugu in teče na Wasserberg.

### Podzemni tok
V naravnem spomeniku podzemni tok teče okoli Pegnitza v Wasserberg v širokem loku, medtem ko Fichtenohe izgine pri mlinu Rösch v hrib. Po 320 metrih ravne črte se pojavi reka na južnem pobočju hriba, se spet obrne in na koncu zlije v Pegnitz. Kako teče Fichtenohe skozi hrib, ni znano. Poskusi z barvanjem vode so pokazali, da na svoji poti skozi podzemlje Felsgeklüft potrebuje približno štirikrat toliko časa kot nad tlemi Pegnitz. Poleg glavnega izvira so znani še štirje do šest majhnih navideznih izvirov, ki so še posebej opazni po neurjih.

### Potek reke
Pegnitz teče najprej v južni smeri prek Neuhausa in Veldna, Frankovske Švice, skozi naravni park, gozd Veldenstein in nato skozi Hersbruško Švico in skozi Hersbruck. Sledi proti zahodu v Nürnberg in Fürth. V severnem delu Fürtha se pridruži reki Regnitz.

### Pritoki
Levi pritoki so: Fichtenohe, Flembach, Hirschbach, Högenbach, Happurger Bach, Hammerbach, Sandbach, Röthenbach in Goldbach,
desni pritoki so: Sittenbach, Schnaittach, Röttenbach, Bitterbach in Tiefgraben.

### Mesta ob Pegnitzu
Od izvira do ustja:
- Pegnitz
- Velden ob Pegnitzu
- Hersbruck
- Lauf
- Roethenbach ob Pegnitzu
- Nürnberg: skozi mesto dela tok s pritoki (približno 14 km). V vzhodnem mestu je reka zajezena za jezero Wöhrder. Številni mostovi in brvi prečkajo reke; zanimiv je verižni most (Kettensteg) iz leta 1824. Na zahodu Maxbruecke je jez. V zahodnem območju mesta je bila reka renaturalizirana v več stopnjah od leta 1998 do leta 2001, tu teče v zgodovinski strugi. Obnovili so tudi vodno kolo.

• Fürth: v okviru projekta Uferstadt Fürth je bila reka leta 2003 prestavljena v vzhodni del mesta, v polnaravno strugo; v dolžini enega kilometra so ustvarili dve novi zanki in znižali brežine. Del nekdanje struge se je ohranil. Ta ukrep je financirala Evropska unija.

## Zgodovina
Vsaj od srednjega veka je Pegnitz pomembna gospodarska žila v regiji. Številčnost rib je pomagala pri oskrbi s hrano, vodna energija se je uporabljala za pogon mlinov. Leta 1390 je Ulmann Strömer zgradil mlin za mletje starih krp za prvo papirnico severno od Alp.
Po veliki poplavi februarja 1909 (pretok 370 m³/s) je bila reka skozi mestno območje Nürnberga regulirana in skrajšana za približno štiri kilometre.
Od leta 1996 do načrtov in izvedbenih ukrepov je tok reke med Nürnbergom in Fürthom spet reguliran v okljuke in s tem bolj naraven.

## Izobraževanje in prosti čas
Vzhodno od mestnega jedra Nürnberga je med Mögeldorfom in Hammerjem pri Laufamholzu uprava za vode Nürnberga vzpostavila naravno pot Pegnitztal vzhod z več kot 20 postajami.
Pegnitz ima nekaj brzic in jezov, na nekaterih odsekih je mogoča vožnja s kanujem in kajakom. Od leta 2012 je spet dovoljen promet z majhnimi plovili brez pogona v zahodnem delu mesta Nürnberg od Höhe Ledererstega dalje.
Na delu v zgornjem in srednjem teku doline Pegnitz je od Hersbrucka in Hohenstadta okoli 30 km kolesarskih poti.

## Galerija
- Pegnitz in Heilig-Geist-Spital v Nürnbergu
- Mladi Pegnitz po sotočju s pritokom Fichtenohe v Pegnitzu
- Levi krak pritoka Fichtenohe v Pegnitzu
- Križanje potoka Fichtenohe in Pegnitz
- Izvir Fichtenoheja v Wasserbergu
- Ponoven izvir Fichtenoheja iz Wasserberga